# AC Restaurants
AC Restaurants en Hotels is een restaurant- en hotelketen met vestigingen in België en Nederland aan autosnelwegen.

## Geschiedenis
In 1961 startte de organisatie in Nederland als onderdeel van supermarktketen Albert Heijn. De volledige merknaam was toen Albert's Corner, later werd dit afgekort tot AC. De eerste vestiging was in Amstelveen. Aanvankelijk betrof het restaurants in binnensteden (na Amstelveen volgden onder meer Leiden, Voorburg en Utrecht), in de jaren zeventig kwamen de eerste wegrestaurants onder de naam Albert's Corner.
Sinds 1998 maakte AC Restaurants & Hotels deel uit van de (Italiaanse) Autogrill-groep. 
In totaal waren er in België en Nederland 40 vestigingen, waarvan 12 hotels. Van de 7 hotels van AC in Nederland droegen 6 de merknaam Tulip Inn (een merk dat Autogrill in licentie heeft) en 1 de naam AC Hotel.
In november 2016 heeft Van der Valk bekendgemaakt voor 22,7 miljoen euro alle Nederlandse AC-restaurants en de zeven hotels over te nemen van de Autogrill-groep.
Op 2 januari 2017 werd bekend dat supermarktketen Jumbo de restaurants over ging nemen. Jumbo heeft de restaurants omgebouwd tot La Place-restaurants. Eind 2017 verdween het AC Restaurant uit het Nederlandse straatbeeld.

## Voormalige vestigingen

### België

#### AC Restaurants en Hotels
- Restaurant en Hotel Arlon
- Restaurant en Hotel Arlux, Arlon
- Restaurant Barchon
- Restaurant Bièrges
- Restaurant en Hotel Heverlee
- Restaurant Minderhout
- Restaurant en Motel Ruisbroek (2 vestigingen)
- Restaurant Sprimont (2 vestigingen)
- Restaurant Thieu
- Restaurant Wanlin
- Restaurant en Hotel Waver

#### Autogrill
- Lichtenbusch
- Spy (2 vestigingen)
- Ruisbroek

### Nederland
- Restaurant Amstelveen (AC-eethuisje De Binnenhof)
- Restaurant Amsterdam (AC-eethuisje De Jonge Roelen)
- Restaurant Apeldoorn bij Klarenbeek
- Restaurant Beekbergen (AC-eethuisje De Deelerhof, deels afgebroken)
- Restaurant Boxmeer (inmiddels afgebroken)
- Restaurant Enschede
- Restaurant Heerlen
- Restaurant Hendrik-Ido-Ambacht
- Restaurant Hoogvliet
- Restaurant Leiden
- Restaurant Nederweert Noord en Zuid
- Restaurant Nieuwegein
- Restaurant Oud-Leusden (AC-eethuisje De Leusderhof)
- Restaurant Sliedrecht (afgebroken)
- Restaurant Stroe
- Restaurant 't Harde
- Restaurant Utrecht (AC-eethuisje De Zeven Schilden)
- Restaurant Utrecht (AC-eethuisje De Kelderije/Het Wijnkeldertje)
- Restaurant Veenendaal
- Restaurant Venray
- Restaurant Voorburg
- Restaurant Zevenaar
- Restaurant en Hotel Holten (AC Hotel)
- Restaurant en Hotel Meerkerk (met Tulip Inn)
- Restaurant en Hotel Amsterdam (met Tulip Inn)
- Restaurant en Hotel Bodegraven (vm. AC-eethuisje De Reehof, met Tulip Inn)
- Restaurant en Hotel Leiderdorp (vm. AC-eethuisje De Munnikhof, met Tulip Inn)
- Restaurant en Hotel Oosterhout (met Tulip Inn)
- Restaurant en Hotel Sevenum (met Tulip Inn)